# Система открытых полей
Система открытых полей (англ. open field system) — одна из систем землепользования в средневековой Европе, наиболее характерная для Англии. При системе открытых полей пахотные земли сельского поселения делились на наделы крестьян, которые не огораживались. В пределах одного поля каждый крестьянин имел одну или несколько полос пахоты, которые чередовались с полосами других крестьян и феодала, при этом, однако, сохранялось единство пахотного пространства, а поле обрабатывалось совместными усилиями всех жителей. После снятия урожая на поля выпускался скот, который мог кормиться на всей площади пахоты. Система открытых полей сочетала коллективный способ обработки земель с индивидуальной собственностью каждого крестьянина на свой надел. К концу средних веков система открытых полей под влиянием роста товарности сельского хозяйства и наступления феодалов на общинные и крестьянские земли начала вытесняться системой компактных огороженных участков, обрабатываемых их владельцами или наёмными рабочими. Переход от системы открытых полей к огороженным частным участкам был одним из коренных переломов в развитии европейских государств и знаменовал конец феодализма и утверждение капиталистических форм хозяйствования и социальных отношений в сельском хозяйстве.

## Система открытых полей в Англии

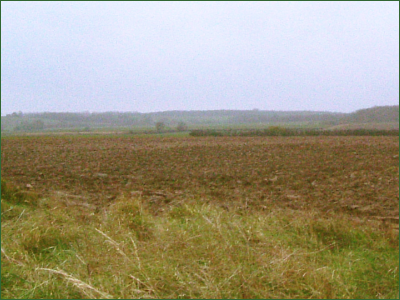
Открытые поля в Лакстоне, Ноттингемшир — одни из последних сохранившихся в Англии до настоящего времени.

Первое свидетельство о существовании в Англии системы открытых полей содержится в «Правде Инэ» конца VII века. Этот документ устанавливал обязанность владельца огороженного участка возместить ущерб, причинённый его скотом посевам неогороженных наделов других крестьян. По всей видимости, система открытых полей возникла в период расселения англосаксов в Британии и имела корни в способах совместного ведения хозяйства, принятых в раннесредневековой северо-западной Германии. В отличие от кельтской традиции общинного землевладения, система открытых полей, принесённая англосаксами в Британию, основывалась на частной (точнее, семейной) собственности крестьян на свои наделы в рамках единого поля. После нормандского завоевания 1066 г. система открытых полей стала основой манориального хозяйства, господствовавшего в Англии до конца средних веков.
Система открытых полей была наиболее удобна в тех регионах, где почвенный покров требовал применения тяжёлого плуга в упряжке из 6-8 волов: экономически было более выгодно вспахивать таким плугом длинные полосы земли, чем поворачиваться несколько раз на небольших компактных наделах. Кроме того, обычный крестьянин не мог позволить себе содержание такого количества скота, которое требовалось для работы тяжёлого плуга, и был вынужден объединять свои усилия с соседями. Наконец, система открытых полей позволяла избежать конфликтов между землевладельцами в случаях, когда скот одного из них причинит ущерб посевам или жнивью другого: после снятия урожая скот всех крестьян деревни выпускался на поля и мог свободно кормиться на любых участках.
Сельское поселение имело несколько открытых полей, обычно не отделённых друг от друга оградами и неправильных по форме (в отличие от классических прямоугольных полей кельтов и римлян). Каждое такое поле было засеяно одной или двумя культурами или стояло «под паром» в соответствии с господствующей в то время системой трёхпольного севооборота. Ширина полосы надела одного крестьянина в рамках общего поля обычно составляла 1 род (длина палки для подгонки волов в упряжке). Полосы крестьян чередовались друг с другом, а также с полосами, принадлежащими феодалу, обработка которых входила в состав повинностей зависимых крестьян (вилланов). Первоначальное распределение полос осуществлялось исходя из принципов справедливости и каждому владельцу полагалось равное количество полос высоко- и низкоплодородных участков земли. Перераспределение участков происходило ежегодно на общей сходке жителей деревни. С течением времени имущественная дифференциация привела к расслоению крестьянства и образованию прослойки зажиточных крестьян (йоменов), владеющих полосами земли, общей площадью в гайду и более, и бедняков, в чьём пользовании находились наделы не более половины виргаты.
Хотя система открытых полей в средневековой Англии была господствующей системой землепользования, она не была распространена повсеместно. В основном, открытые поля были характерны для Средней Англии, где почвенные условия благоприятствовали складыванию высокоэффективного пахотного земледелия. В Камберленде, Девоне, Корнуолле и на валлийской границе система открытых полей не получила развития. Возможно, это связано с более поздним заселением этих территорий англосаксами и сохранением кельтских традиций землепользования. В Кенте, заселённом ютами и подверженном сильному влиянию романской аграрной культуры, основным типом организации земельного хозяйства оставались небольшие ограждённые участки, находящиеся в собственности свободных крестьян. Низкоплодородная почва и крупные лесные массивы не позволили системе открытых полей укорениться в Эссексе. В Восточной Англии, возможно под влиянием скандинавских переселенцев X—XI века, сложилась система компактных участков крестьян (сокменов и фригольдеров), которая в результате разделов при наследовании привела к высокой степени дезинтеграции земельной собственности.
К преимуществам системы открытых полей относятся возможность консолидации усилий всей деревни для сельскохозяйственных работ, максимальное использование каждого клочка пахотной земли и равномерное распределение работ на протяжении года. Отрицательными моментами являлись крайняя консервативность данной системы и отсутствие возможностей для личной инициативы: крестьянин был вынужден сеять те культуры, которые сеют его соседи, использовать ту же технику и методы ведения хозяйства, которые использовались соседями. Показателем статичности системы открытых полей служит тот факт, что за триста лет её господства в Англии продуктивность зернового земледелия не увеличилась, и в XV веке уровень урожайности оставался таким же, как в XII столетии.
С XII века в Англии начался процесс огораживаний, при котором бывшие открытые поля дробились на ограждённые участки, находящиеся в исключительном пользовании их владельца. Рост спроса в Европе на шерсть и повышение прибыльности овцеводства привёл в XV—XVI веках к ускорению процесса разложения системы открытых полей, массовому огораживанию и сгону крестьян с земель, удобных для разведения овец. Промышленная революция в сельском хозяйстве, улучшение аграрной техники и технологии, внедрение механизации также способствовали вытеснению коммунальных методов хозяйствования индивидуальными. В XIX веке система открытых полей в Англии практически исчезла. До настоящего времени такой метод землепользования сохранился лишь в нескольких деревнях Средней Англии (Лакстон в Ноттингемшире, Эпворт и Белтон в Линкольншире).

## Система открытых полей в других странах
В Шотландии система открытых полей английского образца доминировала в юго-восточных регионах страны. К северу от Тея (за исключением Гоури), а также в западных регионах, преобладала так называемая «кельтская» система небольших огороженных полей. Относительно большое значение скотоводства и менее плодородные почвы не позволил системе открытых полей стать основой сельского хозяйства Шотландии.